# Pietro Verri (carabiniere)
Pietro Verri (Bologna, 29 agosto 1908 – Firenze, 24 settembre 1988) è stato un generale italiano vice comandante generale dell'Arma dei Carabinieri dal 7 aprile 1972 al 28 agosto 1972.

## Biografia
Laureato in giurisprudenza, allievo del collegio militare di Roma, allievo ufficiale presso l'Accademia militare di Modena, divenne ufficiale di fanteria e, nel 1937 entrò nell'Arma dei Carabinieri con il grado di tenente poco prima della guerra. Promosso capitano nel 1942 fu posto alle dipendenze del Ministero della guerra per essere impiegato nel Servizio informazioni militare.
In questa veste partecipò alla gestione del caso del sommergibile Reginaldo Giuliani, giunto a Tangeri per riparazioni dopo un attacco alleato. In tale occasione contribuì alla felice conclusione della vicenda grazie alle sue conoscenze nel campo del diritto bellico: l'ambasciata italiana a Madrid inviò esaustive e precise richieste per ottenere l'uscita del battello dal porto.
Al termine della guerra fu trasferito inizialmente alla legione carabinieri di Firenze e poi alla Scuola ufficiali carabinieri di cui divenne il comandante nel 1959.
Da colonnello fu destinato quindi al Comando generale dell'Arma dei Carabinieri dove ricoprì l'incarico di capo di stato maggiore e nel 1963 fu promosso generale di brigata. Continuò la carriera con la promozione a generale di divisione e quindi fu nominato vice comandante generale.
Morì nel 1988.

## Opera scientifica
Come studioso Pietro Verri si è occupato di diritto bellico e di diritto internazionale umanitario. Dopo la laurea in giurisprudenza ha pubblicato contributi sin dal 1939 con un primo articolo su una rivista tecnico-professionale dell'Arma dei Carabinieri intitolato La questione palestinese.
Fu tra i fondatori della Societé internationale de droit pénal e de droit de la guerre a Strasburgo nel 1955. Nel 1973 aderì all'Istituto internazionale di diritto umanitario di Sanremo, di cui divenne il primo direttore dei corsi militari. 
In qualità di delegato italiano partecipò alle sessioni che portarono ai protocolli aggiuntivi alle Convenzioni di Ginevra, conclusesi il 10 giugno del 1977.
Si occupò anche, con scritti e corsi rivolti principalmente ai militari, di divulgazione del diritto internazionale umanitario.
Alla sua memoria e a quella di Giuseppe Barile, la Croce Rossa Italiana, sezione di Chiavari ha istituito un premio di laurea per valorizzare le migliori ricerche nel campo del diritto internazionale umanitario, dei diritti umani e del diritto dei rifugiati.
Tra le altre iniziative avviate dall'Arma dei Carabinieri, da ultime, nel 2015, presso la Scuola Ufficiali Carabinieri si è tenuta una prima conferenza che ha voluto ricordare la figura del generale e dello studioso Pietro Verri. Il 7 e 8 ottobre 2016, nell'ambito della seconda conferenza di diritto internazionale umanitario dedicata a "Gruppi armati non statali nel diritto umanitario internazionale", si è tenuta una piccola mostra alla memoria del generale ed è stata anche l'occasione per la presentazione del volume sul Generale Pietro Verri scritto dal colonnello Ferdinando Fedi.
Infine, l'Istituzione presso la quale ha prestato servizio il Generale ha voluto ricordare la figura di militare e di studioso con il volume di Ferdinando Fedi, Pietro Verri. Pioniere del diritto umanitario - Biografia e scritti scelti, 2016, Ente Editoriale per l'Arma dei Carabinieri, Roma, 88-89242-25-6.